# Irajuba
Irajuba là một đô thị thuộc bang Bahia, Brasil. Đô thị này có diện tích 383,371 km², dân số năm 2007 là 5993 người, mật độ 15,63 người/km².